# Marie Miyake
Marie Miyake (三宅 麻理恵 Miyake Marie?, nacida el 7 de junio de 1985) es una seiyū y cantante japonesa de Osaka, Japón, afiliada con Pro-Fit.

## Voces interpretadas
Los roles de importancia están escritos en negritas.

### Anime
2007
- Gakuen Utopia Manabi Straight! (Alumna de Seioh Gakuen B - ep 1; alumna - ep 2 al 3)
- Lovely Complex (Alumna)
- School Days (Chica - ep 9)
- Skull Man (Niña)
- Tetsuko no Tabi (Muchacha en el tren)

2008
- El largo viaje de Porphy (Mujer al cliente)
- Noramimi (Mayuko)
- Skip Beat! (Participante de la audición - ep 3)

2009
- Slayers Evolution-R (Chica A)
- White Album 2 (Alumna)

2011
- Maken-ki! (Alumna - ep 2)
- Mashiro-iro Symphony: The Color of Lovers (Mitsuko Yukimori; compañera de clases - ep 4)
- Mawaru Penguindrum (Ringo Oginome; Hikari Utada)
- Phi Brain: Kami no Puzzle (Niña del jardín de infantes - ep 7)
- Sekai-ichi Hatsukoi 2 (Mujer de la oficina - ep 10)
- Sket Dance (Saori Yasuda - eps 28 y 33)

2012
- Acchi Kocchi (Ami Kirino)
- Chitose Get You!! (Sacerdotisa)
- Hakuōki Reimeiroku (Patrona; chica del pueblo)
- Hiiro no Kakera (Tamaki Kasuga)[3]
- Hiiro no Kakera: Dai Ni Shō (Tamaki Kasuga)[3]
- Jewelpet Kira☆Deco! (Chocolat; Roco)
- Muv-Luv Alternative: Total Eclipse (Ya Fa Ryu)
- Natsuyuki Rendezvous (Akko - ep 1)
- Poyopoyo Kansatsu Nikki (Kurobee; Tanaka Yuka)
- Pretty Rhythm Dear My Future (So Min)
- Sakamichi no Apollon (Alumna - ep 7)
- Saki: Achiga-hen - Episode of Side-A (Kei Arakawa)

2013
- Bakumatsu Gijinden Roman (Genta)
- Gatchaman Crowds (Alumna E - ep 3)
- Gin no Saji (Aki Mikage)[4]
- Hakkenden: Tōhō Hakken Ibun (Suzu Kumagai)[5]
- Kotoura-san (Chica de publicidad - ep 5)
- Love Live! (Hideko)
- Pretty Rhythm Dear My Future (Srta. Umeda - eps 3 al 4)
- Teekyū 3 (Natalia; Tom)
- To Aru Kagaku no Railgun S (Mio Miyamoto; alumna - eps 3 y 8; avatar - ep 5; reportera - ep 6; personaje - ep 7)
- Vividred Operation (Operadora)
- White Album 2 (Alumna - ep 6)
- Yuyushiki (Senpai del Club de Arte - ep 10)

2014
- Gekkan Shōjo Nozaki-kun (Mamiko)[6]
- No-Rin (Kanae Satō)
- Saikin, Imōto no Yōsu ga Chotto Okashiin Da Ga (Mujer A)
- Saki: Zenkoku-hen (Kei Arakawa)
- Gin no Saji Dai-2-ki (Aki Mikage)
- Wizard Barristers: Benmashi Cecil (Fumiya - ep 6)

### OVAs
2007
- Natsu da! Manabi da! Kyōkagasshuku da! (Chica)

2013
- Rescue Me! (Anna Ozono)[7]

### Películas
2008
- Chō Gekijban Keroro Gunsō 3: Keroro Tai Keroro—Tenkū Dai Kessen de Arimasu! (Señora del pueblo)

2012
- Jewelpet the Movie: Sweets Dance Princess (Chocolat; Roco)[8]

2013
- Persona 3 The Movie #1 Spring of Birth (Chica)

2014
- Pretty Rhythm All Star Selection: Prism Show☆Best Ten (So Min)

### Videojuegos
2011
- THE iDOLM@STER Cinderella Girls (Nana Abe)
- Yomecolle (Aki Mikage)

## Discografía

### Canciones de Anime
- Mawaru Penguindrum
  - Haiiro no Suiyōbi
    - 灰色の水曜日 (Haiiro no Suiyoubi) Feat. Miho Arakawa & Yui Watanabe (como Triple H)

  - Bad News Kuroi Yokan
    - BAD NEWS 黒い予感 (Bado News Kuroi Yokan) Feat. Miho Arakawa & Yui Watanabe (como Triple H)

  - Ikare Chimatta ze!!
    - イカレちまったぜ!! (Ikare Chimatta ze!!) Feat. Miho Arakawa & Yui Watanabe (como Triple H)

  - HIDE and SEEK
    - HIDE AND SEEK (Haido and Siku) Feat. Miho Arakawa & Yui Watanabe (como Triple H)

  - Private Girl
    - PRIVATE GIRL (Puribeito Giru) Feat. Miho Arakawa & Yui Watanabe (como Triple H)

  - Tamashii Kogashite
    - 魂こがして (Tamashii Kogashite) Feat. Miho Arakawa & Yui Watanabe (como Triple H)

  - Asa no Kageri no Naka de
    - 朝のかげりの中で (Asa no Kageri no Naka de) Feat. Miho Arakawa & Yui Watanabe (como Triple H)

  - Heroes—Eiyū-tachi
    - HEROES～英雄たち (Hiros—Eiyuu-tachi) Feat. Miho Arakawa & Yui Watanabe (como Triple H)

  - Daddy's Shoes
    - ダディーズ・シューズ (Dadi Shuu) Feat. Miho Arakawa & Yui Watanabe (como Triple H)

  - Rock Over Japan
    - ROCK OVER JAPAN (Rokku obba Nihon) Feat. Miho Arakawa & Yui Watanabe (como Triple H)
- Pretty Rhythm All Star Selection: Prism Show☆Best Ten & Pretty Rhythm Dear My Future
  - Cheer! Yeah! x2
    - CHEER! YEAH! X2 (Chiir! Yay! x2) Feat. Rumi Ookubo & Satomi Akesaka (como COSMOs)